# دهن عديد اللاتشبع
الدهون عديدة اللاتشبع  (بالإنجليزية: Polyunsaturated fat)‏ هي الدهون التي تكون السلسلة الهيدروكربونية (الفحم المائي) المُكوِّنة لها تَشْغَل اثنين أو أكثر من الرابطة المزدوجة “كربون-كربون”. تتواجد الدهون عديدة اللاتشبع غالبا في المكسرات، البذور، الأسماك، الطحالب، الخضر الورقية، والكريل. مصطلح “غير المشبعة” يشير إلى حقيقة أن الجزيئات تحتوي على كمية أقل من الحد الأقصى للهيدروجين. وتوجد هذه المواد على هيئة المُصاوغات المقرونة أو المفروقة (cis or trans isomers) اعتمادا على هندسة الرابطة المزدوجة.
الدهون المشبعة لديها سلاسل هيدروكربونية التي بإمكانها أن تَصْطَف بسهولة كبيرة. السلاسل الهيدروكربونية في الدهون المتحولة (trans fats) تصطف بسهولة أكبر من تلك الموجودة في الدهون المقرونة (cis fats)، ولكن بشكل أقل من تلك الموجودة في الدهون المشبعة. وهذا يعني أنه بصفة عامة، تزداد درجة انصهار الدهون بدْءا من الدهون المقرونة إلى المتحولة غير المشبعة ومن ثم المشبعة. راجع القسم في التركيب الكيميائي للدهون لمزيد من المعلومات.
موقع رابطة “كربون-كربون” المزدوجة في سلسلة حمض الكربوكسيل في الدهون يُسمّى (يُحدّد) بالحروف اليونانية. ذرة الكربون الأقرب إلى مجموعة الكربوكسيل هي الكربون ألفا، والكربون التالي هو الكربون بيتا وهلُمَّ جَرا. في الأحماض الدهنية ذرة الكربون في مجموعة الميثيل في نهاية السلسلة الهيدروكربونية تسمى الكربون أوميغا؛ لأن أوميغا هو الحرف الأخير من الأبجدية اليونانية. الأحماض الدهنية أوميغا-3 لها رابطة مزدوجة تَبعُد عن كربون الميثيل بثلاث كربونات، في حين الأحماض الدهنية أوميجا-6 لها رابطة مزدوجة تَبعُد ستة كربونات عن كربون الميثيل. الرسم التوضيحي أدناه يبين الأحماض الدهنية أوميجا-6، حمض اللينوليك.
وفي حين أن الجوانب التغذوية للدهون غير المشبعة المتعددة في العموم ذات اهتمام كبير، إلا أن هذه المواد أيضا لها تطبيقات غير غذائية. زيوت التجفيف التي تَتَبلْمَر بالتعرُّض إلى الأكسجين لتشكيل أغشية صلبة، هي دهون غير مشبعة متعددة. وأكثرها شيوعا هي زيت بذر الكتان، زيت تونغ، زيت بذور الخشخاش، زيت بريلا، وزيت الجوز. وتُستخدم هذه الزيوت لصنع الدهانات والورنيش.

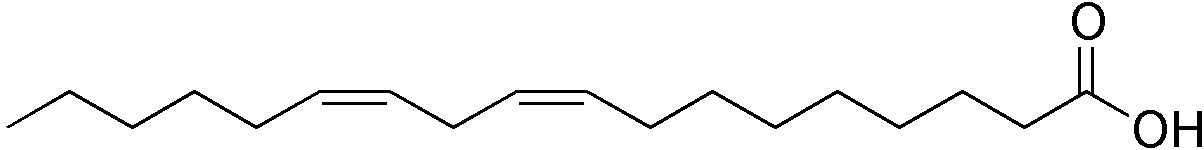
التركيب الكيميائي لحمض لينولييك

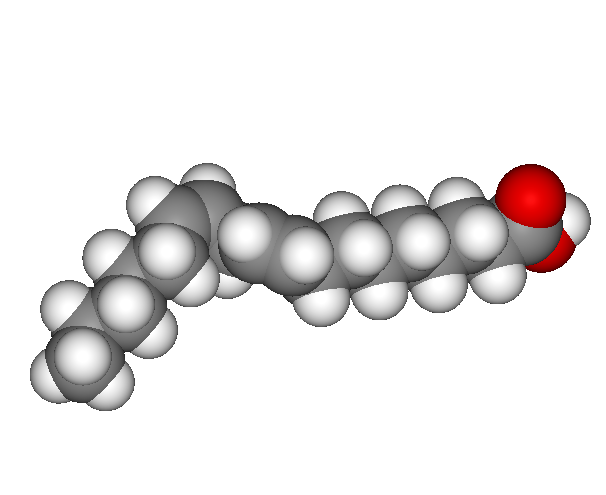
التركيب ثلاثي الابعاد ل حمض لينولييك بالبناء ال تصاوغ شكلي.

## الصحة

### الفوائد المحتملة
ظهر أن الأحماض الدهنية أوميغا 3 في زيت الطحالب، زيت السمك، الأسماك والمأكولات البحرية تُخفّض خطر الإصابة بالنوبات القلبية.[3] تُشير البحوث الجارية أن الأحماض الدهنية أوميغا-6 في زيت دوار الشمس وزيت العُصْفُر (القُرطم) من الممكن أيضا أن تُقلل من مخاطر الإصابة بالأمراض القلبية الوعائية.[4]
ضمن الأحماض الدهنية “ن-3” [أوميغا-3]،لم يكن الصنف ذا السلسلة الطويلة ولا القصيرة مرتبط بشكل ثابت مع خطر الإصابة بسرطان الثدي. المستويات العالية من حمض الدوكوساهيكسينويك (DHA)، على أية حال، الدهن غير المشبع المتعدد ن-3 الأكثر وفرة [أوميغا-3] في أغشية كُريّة الدم الحمراء، ارتبط مع انخفاض خطر الإصابة بسرطان الثدي.[5] حمض الدوكوساهيكسينويك (DHA) الذي يتم الحصول عليه من خلال استهلاك الأحماض الدهنية غير المشبعة مرتبط بشكل إيجابي مع الأداء الإدراكي والسلوكي.[6] بالإضافة فإن DHA أساسي لبُنيَة المادة الرمادية في الدماغ البشري، وكذلك مُحفِّز لشبكية العين والانتقال العصبي. وبينت دراسات أولية أن التناول الغذائي من الأحماض الدهنية غير المشبعة المتعددة يقلل خطر تنامي “التصلب الجانبي الضموري” (ALS، ويعرف أيضا باسم مرض لو جيهريج).
أظهرت أهمية النسبة بين الأحماض الدهنية الأساسية أوميغا-6/أوميغا-3 على النحو الذي حددته دراسات مقارنة أوميجا-6:أوميجا-3 نسبة أقل من 1:4 يمكن أن تسهم في الصحة. نظرا لقلة (Eicosapentaenoic acid) EPA و DHA مُسبَق التشكيل في النظام الغذائي للخُضريين، فإن جرعات عالية من (ALA (alpha-Linolenic acid فعالة في توفير كميات محدودة من EPA، وكميات قليلة للغاية من DHA في مجتمعات الخُضريين.
هنالك علاقات متباينة بين العوامل الغذائية وحدوث الرجفان الأُذَيْني (AF: Atrial Fibrillation). اقترحت دراسة نُشرت في 2010 في الدورية الأمريكية للتغذية السريرية (AJCN) أن الدهون عديدة اللاتشبع تَبَيَّن أنها لا توجد علاقة كبيرة بينها وبين الرجفان الأُذَيْني.
خلافا للنصيحة المعتادة، وَجَدَ تقييم لدليل من 1966-1973 متعلق بالتأثيرات الصحية الناجمة عن استبدال الدهون المشبعة من الأغذية بالدهون عديدة اللاتشبع، أن المشاركين في المجموعة الذين قاموا بذلك زادت معدلات الوفاة الناجمة عن مختلف الأسباب، أمراض القلب التاجية، والأمراض القلبية الوعائية. وعلى الرغم من انتقاد هذا التقييم من قبل العديد من العلماء، فقد أثار الجدال حول المشورة الغذائية في جميع أنحاء العالم لإبدال الدهون عديدة اللاتشبع بالدهون المشبعة.[13][14] علاوة على ذلك، تورط الدهون عديدة اللاتشبع (بجانب الدهون المهدرجة جزئيا، الأطعمة المقلية، والتدخين) في زيادة هائلة لـ سفينغوميالين (sphingomyelin)، ستيرول مُؤَكسَد يسد الشرايين[15] ويُضعف انقباض العضلات.

### الاستهلاك خلال الحمل
استهلاك الأحماض الدهنية أوميجا-3 أثناء الحمل أمر حرج لتطوُّر الجنين. هي ضرورية خلال فترة ما قبل الولادة لتكوين الوصلات العصبية وأغشية الخلية. أيضا هاتان العمليتان أساسيتان في تنمية الجسم بعد الولادة للاستجابة للإصابة للجهاز العصبي المركزي وتحفيز الشبكية. وَجدت دراسة نُشرت في مجلة التغذية في عام 2007 أن النظام الغذائي للأم من الفئران يؤثر على وضع DHAالخاص بالدماغ للنسل. أي تُشير إلى أن النظام الغذائي للأم الذي يحتوي على كميات غير كافية من الأحماض الدهنية غير المشبعة المتعددة أوميغا-3 بإمكانه أن يؤدي إلى مخاطرة أكبر لانخفاض تراكمDHA الدماغ لدى النسل.

### العلاقة بالسرطان
أُجريت دراسة في 2010 لـ3081 امرأة يعانين من سرطان الثدي لبحث آثار الدهون عديدة اللاتشبع على سرطان الثدي. فقد أظهرت أن استهلاك كميات عالية من الدهون عديدة اللاتشبع أوميغا-3 ذات السلسلة الطويلة من المواد الغذائية أَحدث انخفاضا بنسبة 25٪ من خطر حدوث إضافي لسرطان الثدي. أيضا أَظهرت هؤلاء النسوة انخفاضا في خطر الإصابة بـ “جميع أسباب الوفاة.” استهلاك الدهون عديدة اللاتشبع من خلال مكملات زيت السمك لم يُظهر تقليلا لخطر تكرار حدوث سرطان الثدي، على الرغم من أن المؤلفين (الذين قاموا بالدراسة) لاحظوا أن استهلاك المكملات في المجموعة كان منخفضا، أقل من 5٪.
وقد أظهرت دراسة واحدة في الفئران أن تناول كميات عالية من الدهون عديدة اللاتشبع (ولكن ليس الدهون غير المشبعة الأحادية) قد تزيد من خطر الورم الخبيث في مرضى السرطان. [19]ووجد الباحثون أن حمض اللينوليك في الدهون عديدة اللاتشبع أَحدث تزايدا في انفصال غشاء الخلية، وبالتالي زيادة التصاق الخلايا السرطانية (التي تدور في مجرى الدم) بجدران الأوعية الدموية والأعضاء البعيدة. ووفقا للتقرير “إن النتائج الجديدة تدعم الدليل السابق من بحث آخر أن تناول كميات عالية من الدهون عديدة اللاتشبع قد يزيد من خطر انتشار السرطان”. الميل الطبيعي للدهون غير المشبعة المتعددة للأكسدة هو عامل آخر محتمل للخطر. [20][21]وهذا يؤدي إلى توليد الجذور الحرة وفي نهاية المطاف إلى التزنُّخ. وقد أظهرت الدراسات أن جرعات منخفضة من الإنزيم المساعد Q10تقلل هذه الأكسدة، وجمع نظام غذائي غني بالأحماض الدهنية غير المشبعة المتعددة مع مكملات الإنزيم المساعد Q10يؤدي إلى فترة حياة أطول في الفئران. وقد أظهرت دراسات على الحيوانات وجود صلة بين الدهون عديدة اللاتشبع وحدوث الأورام. في بعض من هذه الدراسات ازداد حدوث الأورام مع زيادة تناول الدهون عديدة اللاتشبع، إلى حوالي 5٪ من الطاقة الإجمالية، قريب من متوسط المتناول الغذائي الحالي لدى البشر. لذا يُنصح أن يتم تنظيم مستوى الدهون غير المشبعة في النظام الغذائي إذا لم يتم الحصول على الإنزيم المساعدQ10 من المكملات الغذائية. ومع ذلك، حتى من دون مكملات الإنزيم المساعدQ10، أثره على الصحة قد يُعتبَر من قِبل القليل أن تكون فائدته أكثر من مضاره؛ وذلك بسبب التأثيرات المُفتَرضة لتخفيض الكوليسترول من قِبل الدهون غير المشبعة مقارنة مع الدهون المشبعة، ]بحاجة إلى مصدر[ ومع ذلك، (أ) أيضا قد تم افتراض أن الدهون غير المشبعة الأحادية تؤدي إلى خفض مستويات الكولسترول، و(ب) أنه لم يعد واضحا في الواقع أن الدهون المشبعة تسبب ارتفاع مستويات الكوليسترول في الدم. انظر الجدل حول الدهون المشبعة وأمراض القلب والأوعية الدموية.